# Hans Georg von Doering

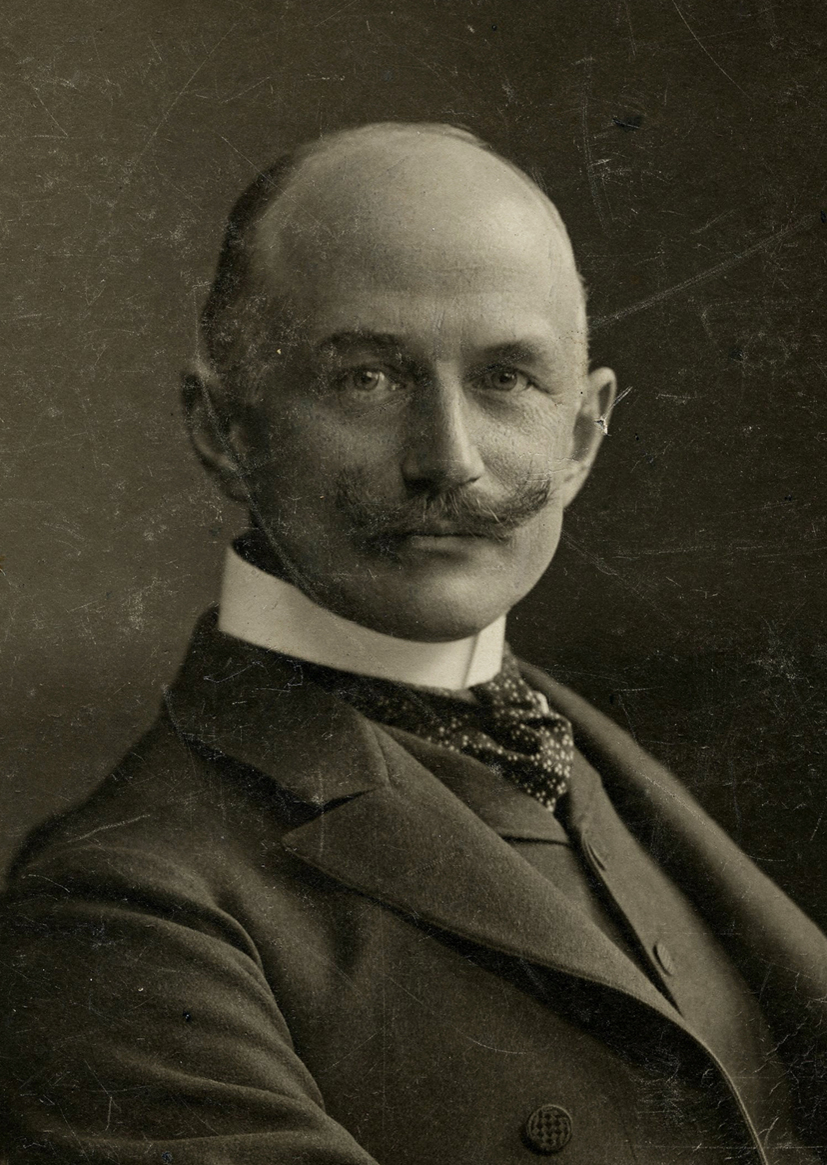
Hans-Georg von Doering (1866–1921)

Hans-Georg Wilhelm von Doering (* 7. April 1866 in Königsberg; † 19. November 1921 in Bochum) war ein deutscher Offizier und Kolonialbeamter, zuletzt stellvertretender Gouverneur in der deutschen Kolonie Togo.

## Leben
Er war der Sohn des preußischen Oberst Gustav Magnus Alexander von Doering (1830–1896) und dessen Ehefrau Hedwig, geborene Boie (1832–1909) und Enkel des preußischen Generalleutnants Wilhelm von Doering (1791–1866).
Doering trat nach dem Besuch des Kadettenkorps 1886 als Sekondeleutnant in das Infanterie-Regiment Nr. 98 der Preußische Armee ein und wurde 1893 zur Dienstleistung beim Auswärtigen Amt abkommandiert. Man entsandte ihn zur wissenschaftlichen Station Bismarckburg in Togo deren Leiter er wurde. Von dort aus unternahm er mehrere Kolonialexpeditionen zu Erforschung, Kartografierung und Erschließung des Hinterlandes. So wirkte Doering etwa an der Ausdehnung der deutschen Herrschaft auf Bassari mit und führte eine Eisenbahnerkundung an den Volta durch. 1894 gründete er in Kete Krachi eine Regierungsstation. Von August 1896 bis Dezember 1897 versah er Dienst bei der 10. Kompanie im 4. Oberschlesischen Infanterie-Regiment Nr. 63. Zwischen 1898 und 1910 war er Leiter der Kolonialpolizei Togos und Verwalter verschiedener Bezirke. Unter anderem war er Bezirkshauptmann von Atakpame. Im September 1900 wurde Doering zum Hauptmann und im November 1911 zum Major befördert. Zuvor im Oktober 1911 schied er aus dem aktiven Militärdienst beim Füsilier-Regiment „General-Feldmarschall Graf Moltke“ (Schlesisches) Nr. 38 aus und wurde am 6. November 1911 geheimer Regierungsrat und erster Referent beim Gouvernement Togo.

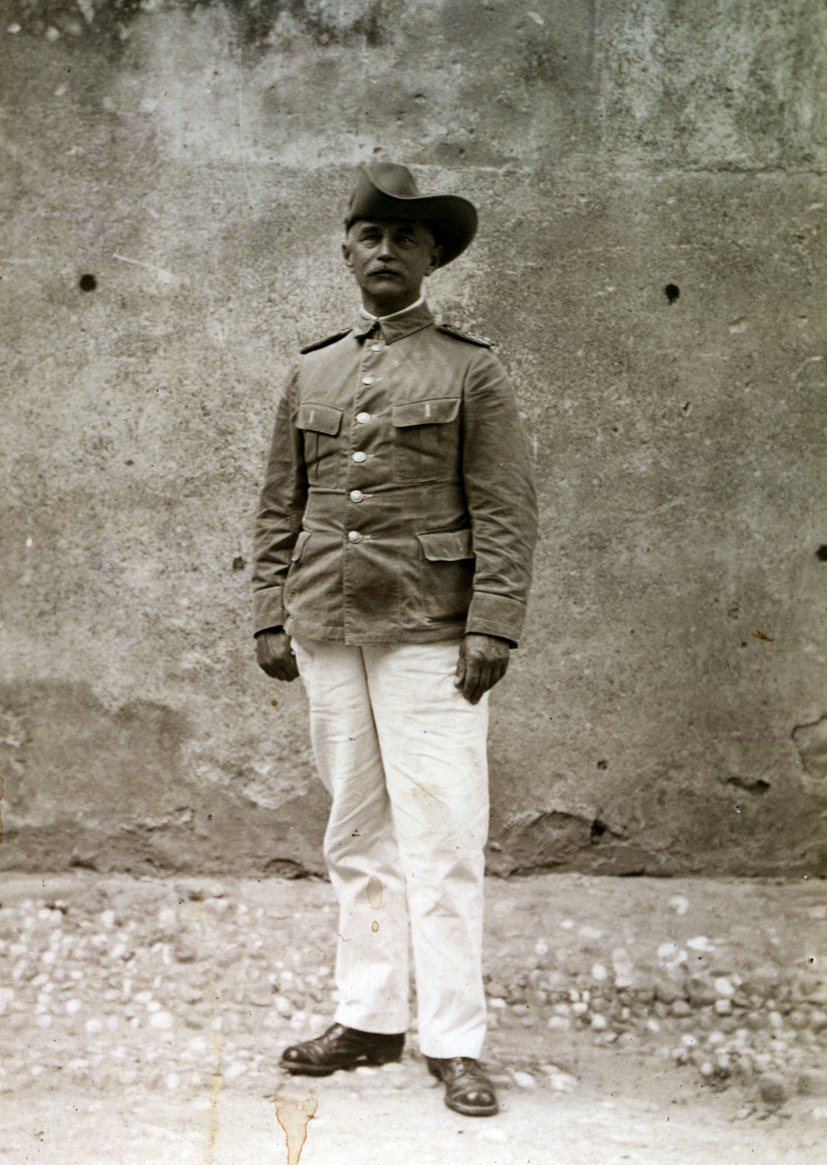
Major Hans-Georg von Doering in französischer Kriegsgefangenschaft 1916 in Dahomey

Im August 1914 befehligte er als Stellvertreter des im Urlaub befindlichen Gouverneurs Adolf Friedrich zu Mecklenburg die kurze Verteidigung und anschließende Übergabe der Kolonie an britisch-französische Streitkräfte. Sein Vorschlag, Togo für die Dauer des Krieges als neutrales Gebiet zu behandeln, fand keine Zustimmung (siehe auch Togo im Ersten Weltkrieg). Doering verbrachte dreieinhalb Jahre in französischer Kriegsgefangenschaft und war anschließend von März bis November 1918 in der Schweiz interniert.
Nach Deutschland zurückgekehrt heiratete er am 19. August 1919 in Berlin, Elsbeth Gertrud Bertha von dem Bussche, geborene Schramm (1882–1936).
Doering starb 1921 an den Folgen einer Rauchgasvergiftung in Bochum.

## Sonstiges
Hans Georg von Doering hatte in Togo mit einer Einheimischen eine Tochter, die 1908 geborene Luise Doering.
Aufgrund seines aufbrausenden Gemüts soll er bei seinen Untergebenen den Spitznamen „Dragon“ (Drache) gehabt haben. Peter Sebald charakterisiert ihn als einen „der berüchtigsten Kolonialisten in Togo“.
In der Zeit des Nationalsozialismus trug die RAD-Abteilung 8/254 den „Ehrennamen“ Hans Georg von Doering. Diese ging aus einer Abteilung des freiwilligen Arbeitsdienstes in Bochum-Stiepel hervor, dem Sterbeort Doerings.